# Ischnoptera ignobilis
Ischnoptera ignobilis är en kackerlacksart som beskrevs av Henri Saussure 1864. Ischnoptera ignobilis ingår i släktet Ischnoptera och familjen småkackerlackor. Inga underarter finns listade i Catalogue of Life.